# Sajómenti Népművészeti Egyesület
A Sajómenti Népművészeti Egyesület (SNE) a Kazincbarcikán és környékén alkotó képző-, ipar-, és népművészek egyesülete. Az alkotóművészet jellege: képző-, ipar- és népművészet. Az egyesület meghatározó szerepet játszik Kazincbarcika művészeti és kultúrateremtő életében, tagjai számos szakkörön adják tovább tudásukat.

## Munkássága
Az Egyesület 2006 novemberében alakult meg 18 fővel. Tagjai rendszeresen vesznek részt közös, és egyéni kiállításokon, vásárokon, szerveznek játszóházakat, táborokat.
25 különböző művészeti ágat képviselnek. Megtalálható közöttük a Népi Iparművész, Népművészet Mestere, Zilahy György-díjas Népi Iparművész, a Népművészet Ifjú Mestere és Az Év Ifjú Mestere cím tulajdonosa is.

## Tagjai
Az Egyesület jelenleg 64 főt számlál.
Vezetőség:
Gór Mihály, Górné Zsigmond Krisztina, Pácz János.
Tagok:
- Ambrus János, Antalné Pindrok Margit, Balázs Sándorné, Barna Péterné Szabados Melinda, Bencze Boglárka, Benczéné Keresztes Csilla, Bereczki Szabolcs, Dojcsák Györgyné, Farkas Béla, Galagonya citerazenekar tagjai, Gyenes Imréné, Ezenwa Katalin, Fóris Csaba, Horváth Istvánné, Járdán József, Járdánházi Mária, Juhász János, Juhász Béláné, Kelemen László, Kiss Sándor Zsolt, Kiss Kalocsai Ágnes, Kovács Kitti Erzsébet, Kóti Lajosné, Kucsera Béláné, Kurczina Krisztina, Lalák Angelika, Latorczai László, Lizák Laura, Lőw Ferencné, Manner Mária, Molnár Attiláné, Németh Nóra, Neszádeli Gyula, Neszádeliné Kállai Mária, Novák Géza, Pácz Jánosné, Pácz Tímea, Páhy Csabáné, Polónyi Sándorné, Palácsikné Lénárt Márta, Schmelczer Béláné, Simkó Fanni, Szabó Lászlóné, Szilasi Tiborné, Szűcsné Pál-Kutas Orsolya, Ujházi Roland, Urbán Eszter, Ursutzné Blága Krisztina, Varga Sándor, Vég Enikő.

Galagonya Citerazenekar tagjai: 
- Darvasné Kovács Katalin, Dr. Szilágyi Szabolcs, Galán Mihály, Hanyu Georgina, Heidrich Marysol,[1] Lóska Renáta, Molnár Edina, Scserbin János, Tóth Mária.

Tiszteletbeli tag: 
- Angyalffy Ferencné, Fignár Béláné, Tóth Lóránt, Juszkó Mária.

## Díjaik
- Kazincbarcika Közművelődéséért Civil Díj (2017)[2]
- BarcikArt kitüntető díj (2019)[3]

## Kiállításaik
- Kiállításaik